# Rami Gershon
Rami Gershon (Hebreeuws: רמי גרשון) (Risjon Letsion, 12 augustus 1988) is een Israëlische voetballer die als verdediger speelt. In augustus 2017 verruilde hij KAA Gent voor Maccabi Haifa. In 2010 debuteerde hij in het Israëlisch voetbalelftal.

## Clubcarrière

### Hapoel Ironi Rishon LeZion
Vanaf 2006 voetbalde Gershon voor Hapoel Ironi Rishon LeZion. In 2008 werd hij in de A-kern opgenomen en legde hij testen af bij de Belgische voetbalclub Germinal Beerschot. Daar voldeed hij niet, waarop hij met succes testen aflegde bij Standard Luik.

### Standard Luik
Gershon werd in 2009 uitgeleend aan Standard. Maar de verdediger kreeg er geen speelkansen van trainer László Bölöni. Toen Bölöni in januari 2010 opstapte werd Dominique D'Onofrio de nieuwe coach. Hij liet Gershon debuteren in de UEFA Cup-wedstrijd tegen Red Bull Salzburg. Enkele minuten voor affluiten mocht de 21-jarige verdediger invallen voor Sébastien Pocognoli.

### KV Kortrijk
In de zomer van 2010 werd hij definitief aangekocht door Standard. Hij werd wel meteen uitgeleend aan KV Kortrijk voor het seizoen 2010/11. Daar maakte Gershon indruk, zowel op de backpositie als centraal in de verdediging. Bij KV Kortrijk maakte de Israëliër ook zijn eerste doelpunt: op de 14de speeldag kopte Gershon de 2-0 tegen Germinal Beerschot binnen.

### Terug naar Standard Luik
Na de winterstop van het seizoen 2011/12 keerde Gershon terug naar Standard Luik.

### Celtic FC
Voor het seizoen 2012/13 leende Standard hem opnieuw uit, ditmaal aan het Schotse Celtic FC. Daar kon hij de hoge verwachtingen echter niet inlossen en werd hij na het seizoen terug naar Standard gestuurd.

### Waasland-Beveren
In het seizoen 2013/14 werd Rami definitief overgenomen door Waasland-Beveren. Hij werd echter geplaagd door heel wat blessureleed en kwam niet vaak aan spelen toe. In de matchen die hij speelde, maakte hij echter wel indruk.

### KAA Gent
Voor het seizoen 2014/15 versierde hij samen met ploegmaat Karim Belhocine een transfer naar KAA Gent, dat vanaf dat seizoen onder leiding stond van zijn vroegere trainer bij KV Kortrijk, Hein Vanhaezebrouck. Gershon werd er een vaste waarde in de verdediging, en behaalde dat seizoen met Gent ook de landstitel. In de beslissende wedstrijd, thuis tegen Standard Luik, gaf Gershon de assist voor het openingsdoelpunt van Sven Kums (eindstand 2-0).
In het begin van het seizoen 2015/16 moest Gershon een operatie aan de knie ondergaan, waardoor hij maandenlang niet kon spelen. Pas eind februari 2016 speelde hij zijn eerste wedstrijd van dat seizoen. De rest van dat seizoen evenals het daaropvolgende seizoen 2016/17, stond Gershon opnieuw regelmatig in de basis bij Gent.

### Maccabi Haifa
Na drie seizoenen bij KAA Gent tekende Gershon in augustus 2017 een contract voor vijf seizoenen bij Maccabi Haifa.

## Interlandcarrière
Op 12 oktober 2010 maakte Gershon zijn debuut voor de Israëlische nationale ploeg. Hij speelde 90 minuten in de kwalificatiematch voor Euro 2012 tegen Griekenland. Zijn eerste doelpunt voor Israël maakte hij in de kwalificatiewedstrijd voor het EK 2012 tegen Malta op 11 oktober 2011.
| Interlands van Rami Gershon voor Israël | Interlands van Rami Gershon voor Israël | Interlands van Rami Gershon voor Israël | Interlands van Rami Gershon voor Israël | Interlands van Rami Gershon voor Israël | Interlands van Rami Gershon voor Israël | Interlands van Rami Gershon voor Israël |
| №                                       | Datum                                   | Wedstrijd                               | Uitslag                                 | Soort wedstrijd                         | Doelpunten                              | Assists                                 |
| Als speler bij KV Kortrijk              | Als speler bij KV Kortrijk              | Als speler bij KV Kortrijk              | Als speler bij KV Kortrijk              | Als speler bij KV Kortrijk              | Als speler bij KV Kortrijk              | Als speler bij KV Kortrijk              |
| --------------------------------------- | --------------------------------------- | --------------------------------------- | --------------------------------------- | --------------------------------------- | --------------------------------------- | --------------------------------------- |
| 1.                                      | 12 oktober 2010                         | Griekenland – Israël                    | 2 – 1                                   | Kwalificatie EK 2012                    | 0                                       | 0                                       |
| 2.                                      | 17 november 2010                        | Israël – IJsland                        | 3 – 2                                   | Vriendschappelijk                       | 0                                       | 0                                       |
| 3.                                      | 9 februari 2011                         | Israël – Servië                         | 0 – 2                                   | Vriendschappelijk                       | 0                                       | 0                                       |
| 4.                                      | 26 maart 2011                           | Israël – Letland                        | 2 – 1                                   | Kwalificatie EK 2012                    | 0                                       | 0                                       |
| 5.                                      | 29 maart 2011                           | Israël – Georgië                        | 1 – 0                                   | Kwalificatie EK 2012                    | 0                                       | 0                                       |
| 6.                                      | 4 juni 2011                             | Letland – Israël                        | 1 – 2                                   | Kwalificatie EK 2012                    | 0                                       | 0                                       |
| 7.                                      | 2 september 2011                        | Israël – Griekenland                    | 0 – 1                                   | Kwalificatie EK 2012                    | 0                                       | 0                                       |
| 8.                                      | 6 september 2011                        | Kroatië – Israël                        | 3 – 1                                   | Kwalificatie EK 2012                    | 0                                       | 0                                       |
| 9.                                      | 11 oktober 2011                         | Malta – Israël                          | 0 – 2                                   | Kwalificatie EK 2012                    | 1                                       | 0                                       |
| Als speler bij Standard Luik            |                                         |                                         |                                         |                                         |                                         |                                         |
| 10.                                     | 29 februari 2012                        | Israël – Oekraïne                       | 2 – 3                                   | Vriendschappelijk                       | 0                                       | 0                                       |
| 11.                                     | 26 mei 2012                             | Tsjechië – Israël                       | 2 – 1                                   | Vriendschappelijk                       | 0                                       | 0                                       |
| 12.                                     | 31 mei 2012                             | Duitsland – Israël                      | 2 – 0                                   | Vriendschappelijk                       | 0                                       | 0                                       |
| 13.                                     | 15 augustus 2012                        | Hongarije – Israël                      | 1 – 1                                   | Vriendschappelijk                       | 0                                       | 0                                       |
| Als speler bij Celtic FC                |                                         |                                         |                                         |                                         |                                         |                                         |
| 14.                                     | 22 maart 2013                           | Israël – Portugal                       | 3 – 3                                   | Kwalificatie WK 2014                    | 1                                       | 0                                       |
| 15.                                     | 26 maart 2013                           | Noord-Ierland – Israël                  | 0 – 2                                   | Kwalificatie WK 2014                    | 0                                       | 0                                       |
| 16.                                     | 2 juni 2013                             | Honduras – Israël                       | 0 – 2                                   | Vriendschappelijk                       | 0                                       | 0                                       |
| Als speler bij Waasland-Beveren         |                                         |                                         |                                         |                                         |                                         |                                         |
| 17.                                     | 14 augustus 2013                        | Oekraïne – Israël                       | 2 – 0                                   | Vriendschappelijk                       | 0                                       | 0                                       |
| 18.                                     | 5 maart 2014                            | Israël – Slowakije                      | 1 – 3                                   | Vriendschappelijk                       | 0                                       | 0                                       |
| Als speler bij KAA Gent                 |                                         |                                         |                                         |                                         |                                         |                                         |
| 19.                                     | 29 mei 2014                             | Mexico – Israël                         | 3 – 0                                   | Vriendschappelijk                       | 0                                       | 0                                       |
| 20.                                     | 31 maart 2015                           | Israël – België                         | 0 – 1                                   | Kwalificatie EK 2016                    | 0                                       | 0                                       |
| 21.                                     | 12 juni 2015                            | Bosnië en Herzegovina – Israël          | 3 – 1                                   | Kwalificatie EK 2016                    | 0                                       | 0                                       |
| 22.                                     | 23 maart 2016                           | Kroatië – Israël                        | 2 – 0                                   | Vriendschappelijk                       | 0                                       | 0                                       |
| 23.                                     | 5 september 2016                        | Israël – Italië                         | 1 – 3                                   | Kwalificatie WK 2018                    | 0                                       | 0                                       |
| 24.                                     | 9 oktober 2016                          | Israël – Liechtenstein                  | 2 – 1                                   | Kwalificatie WK 2018                    | 0                                       | 0                                       |

Bijgewerkt op 1 november 2016.

## Statistieken[8]
| Seizoen     | Club                       | Competitie         | Competitie | Competitie | Beker | Beker | Internationaal | Internationaal | Totaal | Totaal |
| Seizoen     | Club                       | Competitie         | Wed.       | Dlp.       | Wed.  | Dlp.  | Wed.           | Dlp.           | Wed.   | Dlp.   |
| ----------- | -------------------------- | ------------------ | ---------- | ---------- | ----- | ----- | -------------- | -------------- | ------ | ------ |
| 2008/09     | Hapoel Ironi Rishon LeZion | Liga Leumit        | 36         | 0          | 0     | 0     | -              | -              | 36     | 0      |
| Club Totaal | Club Totaal                | Club Totaal        | 36         | 0          | 0     | 0     | 0              | 0              | 36     | 0      |
| 2009/10     | → Standard Luik            | Jupiler Pro League | 2          | 0          | 1     | 0     | 2              | 0              | 5      | 0      |
| 2010/11     | Standard Luik              | Jupiler Pro League | 0          | 0          | 0     | 0     | -              | -              | 0      | 0      |
| Club Totaal | Club Totaal                | Club Totaal        | 2          | 0          | 1     | 0     | 2              | 0              | 5      | 0      |
| 2010/11     | →KV Kortrijk               | Jupiler Pro League | 32         | 1          | 1     | 0     | -              | -              | 33     | 1      |
| 2011/12     | →KV Kortrijk               | Jupiler Pro League | 11         | 0          | 2     | 0     | -              | -              | 13     | 0      |
| Club Totaal | Club Totaal                | Club Totaal        | 43         | 1          | 3     | 0     | 0              | 0              | 46     | 1      |
| 2011/12     | Standard Luik              | Jupiler Pro League | 14         | 0          | 0     | 0     | 1              | 0              | 15     | 0      |
| 2012/13     | Standard Luik              | Jupiler Pro League | 1          | 0          | 0     | 0     | -              | -              | 1      | 0      |
| Club Totaal | Club Totaal                | Club Totaal        | 17         | 0          | 1     | 0     | 3              | 0              | 21     | 0      |
| 2012/13     | → Celtic FC                | SPL                | 3          | 1          | 0     | 0     | -              | -              | 3      | 1      |
| Club Totaal | Club Totaal                | Club Totaal        | 3          | 1          | 0     | 0     | 0              | 0              | 3      | 1      |
| 2013/14     | Waasland-Beveren           | Jupiler Pro League | 18         | 1          | 0     | 0     | -              | -              | 18     | 1      |
| Club Totaal | Club Totaal                | Club Totaal        | 18         | 1          | 0     | 0     | 0              | 0              | 18     | 1      |
| 2014/15     | KAA Gent                   | Jupiler Pro League | 38         | 1          | 6     | 0     | -              | -              | 44     | 1      |
| 2015/16     | KAA Gent                   | Jupiler Pro League | 12         | 0          | 0     | 0     | 1              | 0              | 13     | 0      |
| 2016/17     | KAA Gent                   | Jupiler Pro League | 29         | 0          | 3     | 0     | 12             | 0              | 44     | 0      |
| Club Totaal | Club Totaal                | Club Totaal        | 79         | 1          | 9     | 0     | 13             | 0              | 101    | 1      |
| 2017/18     | Maccabi Haifa              | Ligat Ha'Al        | 26         | 0          | 4     | 0     | -              | -              | 30     | 0      |
| 2018/19     | Maccabi Haifa              | Ligat Ha'Al        | 12         | 0          | 1     | 0     | -              | -              | 13     | 0      |
| 2019/20     | Maccabi Haifa              | Ligat Ha'Al        | 4          | 0          | 0     | 0     | 4              | 0              | 8      | 0      |
| 2020/21     | Maccabi Haifa              | Ligat Ha'Al        | 11         | 0          | 4     | 0     | -              | -              | 15     | 0      |
| 2021/22     | Maccabi Haifa              | Ligat Ha'Al        | 9          | 0          | 3     | 0     | 10             | 1              | 22     | 1      |
| Club Totaal | Club Totaal                | Club Totaal        | 62         | 0          | 12    | 0     | 14             | 1              | 88     | 1      |
| TOTAAL      | TOTAAL                     | TOTAAL             | 258        | 4          | 25    | 0     | 30             | 1              | 313    | 5      |